# Austria en los Juegos Olímpicos de Nagano 1998
Austria estuvo representada en los Juegos Olímpicos de Nagano 1998 por un total de 96 deportistas que compitieron en 12 deportes.  
La portadora de la bandera en la ceremonia de apertura fue la patinadora de velocidad Emese Hunyady.

## Medallistas
El equipo olímpico austríaco obtuvo las siguientes medallas:
| Nombre                                                                       | Deporte         | Competición                 |
| ---------------------------------------------------------------------------- | --------------- | --------------------------- |
| Oro                                                                          |                 |                             |
| Hermann Maier                                                                | Esquí alpino    | Supergigante M              |
| Hermann Maier                                                                | Esquí alpino    | Eslalon gigante M           |
| Mario Reiter                                                                 | Esquí alpino    | Combinada M                 |
| Plata                                                                        |                 |                             |
| Stephan Eberharter                                                           | Esquí alpino    | Eslalon gigante M           |
| Hans Knauß                                                                   | Esquí alpino    | Supergigante M              |
| Michaela Dorfmeister                                                         | Esquí alpino    | Eslalon gigante F           |
| Alexandra Meissnitzer                                                        | Esquí alpino    | Combinada F                 |
| Markus Gandler                                                               | Esquí de fondo  | 10 km M                     |
| Bronce                                                                       |                 |                             |
| Christian Mayer                                                              | Esquí alpino    | Combinada M                 |
| Thomas Sykora                                                                | Esquí alpino    | Eslalon M                   |
| Hannes Trinkl                                                                | Esquí alpino    | Descenso M                  |
| Alexandra Meissnitzer                                                        | Esquí alpino    | Supergigante F              |
| Christian Hoffmann                                                           | Esquí de fondo  | 50 km M                     |
| Angelika Neuner                                                              | Luge            | Individual F                |
| Andreas Widhölzl                                                             | Saltos en esquí | Trampolín normal M          |
| Reinhard Schwarzenberger Martin Höllwarth Stefan Horngacher Andreas Widhölzl | Saltos en esquí | Trampolín grande por eqs. M |
| Brigitte Köck                                                                | Snowboard       | Eslalon gigante paralelo F  |